# Жереми Депланш
Жереми Депланш (фр. Jérémy Desplanches; Женева, 6. август 1994) швајцарски је пливач чија специјалност су трке мешовитим стилом на 200 и 400 метара.

## Спортска каријера
Депланш је дебитовао на међународној сцени 2012. на европском првенству за јуниоре у белгијанском Антверпену, а у свом дебитантском наступу успео је да се пласира у финале трке на 400 мешовито (укупно 8. место). Наредне две године фокусирао се на такмичења светског купа, а у децембру 2014. наступио је и на светском првенству у малим базенима у Дохи. 
Први наступ на светским првенствима у великим базенима имао је у Казању 2015, а најбољи резултат остварио је у квалификацијама на 200 мешовито где је заузео десето место. Наредне године је успео да се квалификује за наступ на Олимпијским играма, а у Рију 2016. је наступио у обе појединачне дисциплине мешовитог стила. Обе трке је завршио на укупно тринаестом месту.
Први значајнији успех у каријери остварио је на светском првенству у Будимпешти 2017. где је по први пут у каријери успео да се пласира у финале трке на 200 мешовито (у финалу је испливао укупно осмо време). На дупло дужој деоници такмичење је окончао на 15. месту у квалификацијама. 
Прву медаљу у каријеру, златну, совојио је на европском првенству у Глазгову 2018. у трци на 200 мешовито. На светском првенству у корејском Квангџуу 2019. освојио је сребро у трци на 200 мешовито поставши тако тек другим швајцарским пливачем у историји који је освојио неку од медаља на светским првенствима. Пре њега то је пошло за руком једино Дани Халсалу који је на светском првенству у Мадриду 1986. освојио такође сребро, али у спринтерској трци на 50 слободно. У Квангџуу је пливао и у штафетама 4×100 мешовито и 4×200 слободно. 